# Шато-Рено (замок)

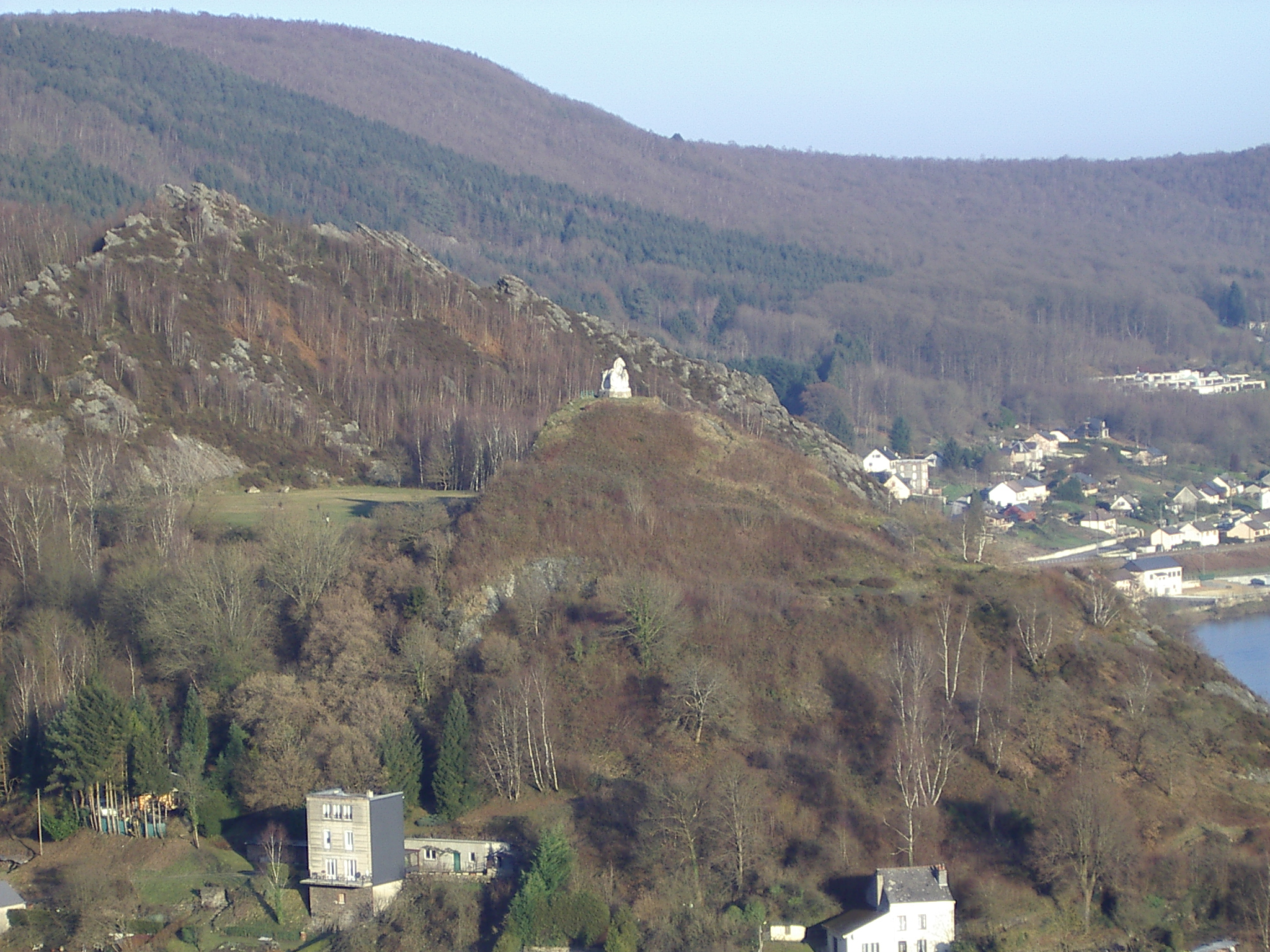
Панорама Шато-Рено

Шато́-Рено́ (Château-Renaud або Château-Regnault) — гірське селище і замок в Арденнах (нині зруйнований) у складі комуни Боньї-сюр-Мез.
Замок Шато-Рено збудував у 1330-ті роки граф Гуго Ретельский на землях за течією Мези, які раніше належали єпископам Льєжу. Останні були князями Священної Римської імперії і не визнавали сюзеренітету французького короля. У XV—XVI ст. при графах Ретеля із Бургундської і Клевської династій франко-німецьке прикордоння жило за своїми законами, а його власники не визнавали над собою верховенства ні французької, ні німецько-імперської корони.
Остаточно суверенний статус Шато-Рено оформив Генріх I де Гіз, що успадкував його як посаг за дружиною, Катериною Клевською. Він влаштував у Шато-Рено монетний двір, який карбував його власну монету, видавану за французьку. Після смерті Гіза цю прибуткову справу продовжувала його дочка Луїза Маргарита разом із чоловіком, першим принцом Конті. Постійні інтриги Луїзи Маргарити переповнили чашу терпіння кардинала Рішельє, і він змусив її 1629 року продати ефемерне прикордонне князівство французькій короні.